# Peralejos de Abajo (kommunhuvudort)
Peralejos de Abajo är en kommunhuvudort i Spanien.   Den ligger i provinsen Provincia de Salamanca och regionen Kastilien och Leon, i den centrala delen av landet, 230 km väster om huvudstaden Madrid. Peralejos de Abajo ligger 778 meter över havet och antalet invånare är 186.
Terrängen runt Peralejos de Abajo är platt.  Trakten runt Peralejos de Abajo är nära nog obefolkad, med mindre än två invånare per kvadratkilometer. Närmaste större samhälle är Vitigudino, 6,0 km väster om Peralejos de Abajo. Trakten runt Peralejos de Abajo består i huvudsak av gräsmarker.